# Spathularia flavida
A Spathularia flavida é uma espécie de fungo encontrado em florestas de coníferas na Ásia, Europa e América do Norte. Ele produz um ascoma pequeno, em forma de leque ou colher, com uma "cabeça" plana, ondulada ou lobada, de cor creme a amarela, sustentada por um estipe branco a cremoso. A altura geralmente varia entre aproximadamente 2 a 5 cm, podendo chegar a até 8 cm. O fungo frutifica no solo, em musgos, serapilheira florestal ou húmus, e os ascomas podem aparecer isolados, em grandes grupos ou em anéis de fadas. Os esporos produzidos pelo fungo são aciculares, alcançando até 95 μm de comprimento. Diversas variedades foram descritas, diferenciadas principalmente por suas características microscópicas. A S. flavida já foi classificada por especialistas como não comestível, de comestibilidade desconhecida ou comestível porém rígida.

## Taxonomia
A espécie foi descrita pela primeira vez em 1774 pelo botânico alemão Jacob Christian Schäffer. Schaeffer deu a ela o nome binomial Elvella clavata e a chamou de Der keulenförmige Faltenschwamm ("o esponja enrugada em forma de clava") no vernáculo. Em 1794, Christian Hendrik Persoon publicou Spathularia flavida como um nomen novum, pois o nome publicado por Schaeffer não era legítimo. Elias Fries sancionou esse nome na primeira edição de seu Systema Mycologicum (1821). De acordo com o banco de dados taxonômico MycoBank, outros sinônimos incluem Boletus elvela, definido por August Johann Georg Karl Batsch em 1783, e Spathularia clavata, publicado por Pier Andrea Saccardo em 1889. Em uma publicação de 1955, o micologista americano Edwin Butterworth Mains considerou a Mitruliopsis flavida de Charles Horton Peck, de 1903, como sendo a mesma espécie que S. flavida.
O epíteto específico flavida vem do latim e significa "loira" ou "amarelo dourado".

## Descrição

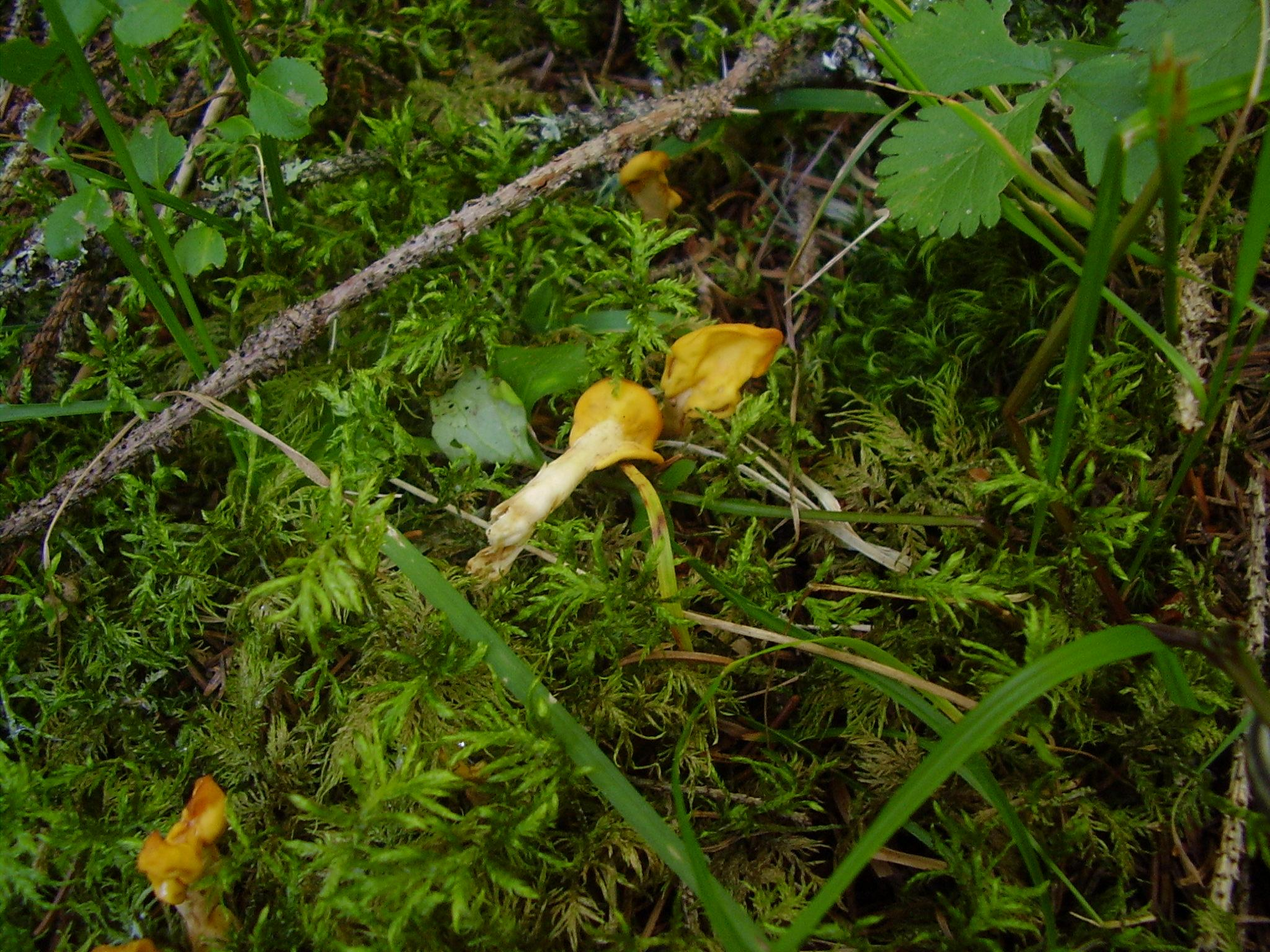
Ascomas crescendo em musgo. Encontrados em floresta de coníferas na região de Dospat, Bulgária.

Os ascomas em forma de leque ou colher da S. flavida podem atingir até 8 cm de altura, embora o intervalo mais comum seja de 2 a 5 cm. Ocasionalmente, os ascomas surgem com a "cabeça" dividida em dois lobos distintos. A cor varia de amarelo claro a intenso, com o himênio achatado às vezes mais pálido; a tonalidade tende a se aprofundar com a maturidade. O himênio frequentemente apresenta rugas irregulares e, por vezes, uma pequena fenda no topo, alcançando até 2 cm de largura; ele se afunila ao longo de ambos os lados do estipe (ou seja, de forma decorrente) por cerca de metade a um terço do comprimento total do estipe. A separação entre a cabeça e o estipe é bem definida. O estipe é oco, liso e possui um micélio branco a amarelado na base. A carne do ascoma é esbranquiçada, tornando-se amarelo-acastanhada quando seca.
A comestibilidade da S. flavida é descrita de maneiras variadas: não testada, desconhecida, ou "comestível, mas bastante rígida". Seu tamanho pequeno provavelmente desencorajaria o uso culinário. O odor e o sabor não são marcantes.

### Características microscópicas
Na esporada, os esporos aparecem amarelo-acastanhados, especialmente quando secos. Sob o microscópio de luz, eles são hialinos (translúcidos). Os esporos variam em tamanho, mas geralmente estão na faixa de 30–95 por 1,5–2,5 μm. Podem ser não septados ou apresentar vários septos, são delgados e pontiagudos (aciculares), com uma parede externa que possui uma camada gelatinosa. Os ascos (estruturas que contêm os esporos) têm formato de clava, com dimensões de 85–125 por 8–12 μm, e não possuem uma tampa chamada opérculo. As paráfises (células estéreis no himênio) são filamentosas, hialinas (translúcidas), e algumas têm formato de anel (circinadas).

### Variedades
Mains descreveu várias variedades de S. flavida com base principalmente nas diferenças de forma e tamanho dos esporos. Todas as variedades foram descritas a partir de coletas realizadas nos Estados Unidos.
- S. flavida var. flavida

Na variedade típica, os esporos variam de 40–62 μm (embora a faixa mais comum seja 45–56 μm) por 2–2,5 μm; as paráfises são ligeiramente ramificadas na parte superior ou não ramificadas, e curvadas a circinadas nos ápices.
- S. flavida var. tortuosa

Nesta variedade, as paráfises são mais curvadas a circinadas e retorcidas nos ápices, frequentemente formando uma camada densa e entrelaçada acima dos ascos.
- S. flavida var. ramosa

Os esporos são menores que na variedade típica, geralmente 39–42 por 1,5–2 μm; as paráfises são irregularmente ramificadas na parte superior. Os ascomas desta variedade têm formato de clava e são achatados em comparação com a forma típica de língua.
- S. flavida var. brevispora

Esta variedade, comum em Michigan, possui esporos de 32–40 por 2 μm.
- S. flavida var. longispora

A variedade longispora é conhecida no Noroeste do Pacífico. Seus esporos medem 55–75 por 2–2,5 μm, e as paráfises são semelhantes às da variedade típica.

### Espécies semelhantes
A Spathularia flavida pode ser distinguida da Spathulariopsis velutipes pelas diferenças no estipe: o de S. velutipes é felpudo e marrom, enquanto o de S. flavida é liso e amarelado. A felpudez resulta de uma fina camada de hifas entrelaçadas que cobrem o estipe, projetando hifas curtas para fora da superfície. A espécie relacionada S. neesi tem cor ocre, esporos de 60–80 por 1,5–2 μm e paráfises ramificadas na parte superior. A S. rufa também é melhor distinguida por microscopia.
A Neolecta irregularis tem aparência semelhante à S. flavida, mas não possui uma cabeça em forma de colher bem definida, tem um estipe mais claro que a cabeça e, microscopicamente, apresenta esporos ovais a elípticos muito menores, medindo 5,5–8,5 por 3–4 μm. Outro fungo semelhante, o Microglossum rufum, possui uma cabeça oval a colher bem definida e esporos em forma de salsicha a fusiforme, medindo 18–38 por 4–6 μm.

## Distribuição e habitat
Espécie cosmopolita e amplamente distribuída, a S. flavida é comum em regiões temperadas, como o Noroeste do Pacífico na América do Norte, estendendo-se ao norte até o Alasca; no entanto, é desconhecida no México. Na Europa, foi coletada na Grã-Bretanha, Alemanha, Espanha, Áustria, Bélgica, Escandinávia e Itália; na Ásia, foi relatada na Índia, Japão, e Turquia. É considerada uma espécie protegida na Eslováquia.
Os ascomas crescem espalhados ou em grupos na serapilheira florestal ou húmus sob coníferas, durante o verão e o outono, podendo formar anéis ou arcos. Considerada uma espécie saprófita (obtém nutrientes de matéria orgânica morta ou em decomposição), também foi encontrada em madeira apodrecida. Um guia de campo diz sobre essa espécie: "é provável que alguém a veja enquanto está no chão procurando por outra coisa".

## Ecologia
O fungo é capaz de se proteger da micofagia pelo colêmbolo Ceratophysella denisana, que comumente se alimenta de cogumelos, liberando compostos odoríferos repelentes quando ferido.